# Hangzhou China International
Die Hangzhou China International sind offene internationale Badmintonmeisterschaften in China. Das Turnier wurde erstmals im Jahr 2023 ausgetragen.

## Die Sieger
| Jahr | Herreneinzel      | Dameneinzel       | Herrendoppel            | Damendoppel           | Mixed                   |
| ---- | ----------------- | ----------------- | ----------------------- | --------------------- | ----------------------- |
| 2023 | Lei Lanxi         | Chen Lu           | Chen Xujun Peng Jianqin | Xia Yuting Zhou Xinru | Cheng Xing Chen Fanghui |
| 2024 | nicht ausgetragen | nicht ausgetragen | nicht ausgetragen       | nicht ausgetragen     | nicht ausgetragen       |